# Michał Białecki (wojskowy)
Michał Białecki (ur. 15 września 1898 w Strzelcach, zm. ?) – chorąży Wojska Polskiego, kawaler Orderu Virtuti Militari

## Życiorys
Urodził się 15 września 1898 w Strzelcach, w ówczesnym powiecie mogileńskim, rejencji bydgoskiej, w rodzinie Jana i Marcjanny z domu Gessetle. W latach 1904–1912 uczęszczał do czteroklasowej szkoły powszechnej w rodzinnej miejscowości, a później pozostawał „przy rodzicach”.
16 listopada 1916 został powołany do armii niemieckiej i wcielony do 2 pułku grenadierów w Szczecinie. W marcu 1917 został przeniesiony do 448 pułku piechoty na froncie francuskim. W marcu 1918 został ranny w lewe przedramię w bitwie pod Kemmelberg. Do lipca był leczony w Antwerpii. Od 23 sierpnia 1918 do 25 listopada 1918 przebywał w brytyjskiej niewoli.
W listopadzie 1918 wstąpił do Armii Polskiej we Francji i został wcielony do 6 pułku strzelców polskich, późniejszego 48 pułku piechoty. W kwietniu 1919 razem z pułkiem przybył do Zamościa, a po kilku dniach wyruszył na front ukraiński. Przeciwko Ukraińcom walczył do 28 maja 1919, a później pełnił służbę na granicy, na Śląsku. W styczniu 1920 wziął udział w zajmowaniu Pomorza, a w maju tego roku wyruszył na front bolszewicki. Uczestniczył we wszystkich walkach pułku, aż do zawieszenia broni. Wyróżnił się 22 września 1920 podczas forsowania rzeki Muchawiec, w rejonie wsi Łuszczyki, gdzie na czele kilkunastu żołnierzy samorzutnie uderzył na daleko silniejszy oddział sowiecki, z brawurą wyrzucił przeciwnika z zajmowanej pozycji, zdobywając przy tym ciężki karabin maszynowy i kilku jeńców.
Po zakończeniu działań wojennych pozostał w wojsku jako podoficer zawodowy i kontynuował służbę w 48 pułku piechoty, który od lipca 1921 stacjonował w garnizonie Stanisławów. W 1922 ukończył kurs w Centralnej Szkole Podoficerów Piechoty nr 1 w Chełmnie, a w 1923 kurs w Centralnej Szkole Strzelniczej w Toruniu. W 1930 uzupełnił wykształcenie w zakresie siedmiu klas szkoły powszechnej. W marcu 1934, w stopniu tytularnego starszego sierżanta, nadal pełnił służbę w 48 pp na stanowisku szefa 3. kompanii ciężkich karabinów maszynowych. Później awansował na chorążego.
Był żonaty, dzieci nie miał (stan na dzień 20 marca 1934).

## Ordery i odznaczenia
- Krzyż Srebrny Orderu Wojskowego Virtuti Militari nr 2257[1] – 13 maja 1921[4][5]
- Medal Pamiątkowy za Wojnę 1918–1921[1]
- Medal Dziesięciolecia Odzyskanej Niepodległości[1]